# Calymperes guildingii
Calymperes guildingii är en bladmossart som beskrevs av W. J. Hooker och Greville 1825. Calymperes guildingii ingår i släktet Calymperes och familjen Calymperaceae. Inga underarter finns listade i Catalogue of Life.